# 耶律那也
耶律那也（？—？）字移斯辇，契丹人。辽国官员。夷离堇蒲古只的后代。父亲耶律斡，曾为北克，参加讨伐西夏战争中阵亡。小叔父耶律赵三。

## 经历
耶律那也敦厚才敏。因为父亲耶律斡为国捐躯，耶律那也九岁就担任诸卫小将军，为题里司徙，后受召为宿直官。大康三年（1077年），为遥辇克。大安二年（1086年）任右夷離畢知事，大安四年（1088年）任南院枢密使知事。五年（1089年）再任右夷離畢知事。大安九年（1093年），为倒塌岭节度使。次年冬，北阻卜（鞑靼人）领导人磨古斯叛乱，耶律那也与招讨都监耶律胡吕率精骑二千讨伐，击败之。耶律那也推荐耶律胡吕为汉人行宫副部署。寿隆元年（1095年），再讨达理得、拔思母等有功，赐诏嘉奖，改任乌古敌烈部统军使，边境平定。部下民众乞求让他留下，辽道宗下诏许他再任。乾统六年（1106年），拜中京留守，改北院大王，后逝世。

## 评价
《辽史》评价称他为人廉介，长于理民，每有鬥讼，亲核曲直，不尚威严，常曰：“凡治人，本欲分别是非，何事迫胁以立名。”故所至以惠化称。

## 延伸阅读
[在维基数据编辑]
 《遼史·卷94》，出自脱脱《遼史》